# 小擬長頜魚
小擬長頜魚，為輻鰭魚綱骨舌魚目象鼻魚科擬長頜魚屬的其中一種。分布於非洲剛果河下游流域，體長可達16.5公分。
其种加词“Parvus”意为“小的”。